# أسماء حمدي
أسماء حمدى طالبة مصرية بالفرقة الثالثة بكلية طب الأسنان جامعة الأزهر والمعروفة إعلامياً باسم «أسماء مصر» وهي من ناشطات الجمعية المصرية للتغيير بمحافظة الشرقية. تم اعتقالها يوم 24 من ديسمبر عام 2013 من حرم جامعة الأزهر بنات بمدينة نصر. اشتهرت أسماء بصنع وحياكة شنط وحلى من الصوف داخل السجن وتذيلها بملصق مكتوب عليه عباة «صنع في السجن» وهذا ما جعل صحيفة الجارديان البريطانية تكتب تقريراً عنها تحت عنوان: «حقائب مصرية - صنع في المعتقل - يذيع صيتها خارج المعتقل». 
باتريك كينجلسي «حقائب مصرية: صنع في المعتقل يذيع صيتها خارج المعتقل». الجارديان. 25 ديسمبر 2014

## اعتقال أسماء حمدى
في يوم 24/12/13 قامت قوات الشرطة المصرية باعتقال أسماء حمدى من كلية طب الأسنان بجامعه الأزهر بنات بمدينة نصر في وسط القاهرة أثناء ذهابها لتأدية الامتحان، عرضت أسماء على النيابة العامة التي قامت بتجديد حبسها الاحتياطى لمدة 15 يوما وظلت النيابة تجدد لاسماء حتى أكملت مدة 8 شهور بدون تهم موجه لها.
ولم تكن أسماء وحدها في هذه القضية، بل كان معها 4 فتيات غيرها وهن روفيدة إبراهيم وهنادي أحمد وعفاف أحمد وآلاء السيد 

## الحكم على أسماء حمدى
في يوم 22 فبراير للعام 2014 حكمت المحكمة على أسماء حمدى و 5 طلاب آخرين بالسجن لمدة خمس سنوات مع إلزامهم بدفع غرامة قدرها 100 ألف جنيه وذلك بتهمة إثارة الشغب والعنف بأحداث الفصل الدراسي الأول وتنديدًا على القرار الصادر من المجلس الأعلى للجامعات بتقديم موعد الامتحانات وحرق كافتيريا كلية طب. وتم ترحيل أسماء لسجن دمنهور لقضاء مدة العقوبة، ويذكر أن أسرة أسماء قامت بالإستئناف على الحكم غير أن قاضى استئناف محكمة جنح مستأنف مدينة نصر قرر في الثالث والعشرين من نوفمبر لنفس العام تأييد حكم حبسها ودفع الغرامة.
تم إلغاء الحكم الصادر ضدها وإعادة محاكمتها مرة أخرى هي وبقية الطالبات وأصدرت المحكمة حكما ببراءتها يوم 28 من ديسمبر عام 2016 ومن ثم إخلاء سبيلها ومن معها

## جريدة الجارديان- صنع في المعتقل
قامت أسماء بصناعة الحقائب والأوشحة والأساور للعائلة والأصدقاء من الصوف من محبسها والتي تذيلها بعبارة «صنع في المعتقل» كعلامة تجارية لمنتجاتها، بينما قام زميلات محبسها بطلب بعض الحقائب لأقاربهن. وبعد ذلك أصبحت أسماء ومنتجاتها تجذب تغطية إعلامية وتتلقى العديد من الطلبات من الجمهور عبر الفيس بوك.

وهذا ما جعل صحيفة الجارديان البريطانية وصحائف آخرى تكتب عنها. حيث كتبت الجارديان تقريراً عنها تحت عنوان: «حقائب مصرية «صنع في المعتقل» يذيع صيتها خارج المعتقل»، ونقلاً عن الصحيفة صرحت أسرتها بأن أسماء صنعت ما يقرب من 50 حقيبة بسعر 60 جنيهاً تقريباً للحقيبة الواحدة وفي حديث لها لمّحت أسماء إلى التفرغ للمشروع وأعربت عن نيتها في تأجيل الدراسة. وأكد خطيبها أن المال ليس هدفها الرئيسى، واضاف «إنه لتوصيل رسالة،» مفادها «حتى لو قمتم بسجننا، فلن تتمكنوا من إيقافنا، وستظل أرواحنا حرة، مهما يحدث، السجن لن يوقف إبداعنا» وكما تقول دائماً أسماء: «نحن خارج حدود الانكسار.» في كل مرة تزورها عائلتها في المعتقل، يحضرون لها كيلوجراماً من الصوف، وبعد أسبوعين تسلمهم المنتجات النهائية، ترحب سلطاتُ السجن ببيع الحقائب، ولكنها تصّر على إزالة ملصق «صنع في المعتقل».